# Fresh Records
Fresh Records foi uma gravadora independente sediada em Nova Iorque que operou de 1985 até 1992. O selo era uma subsidiária da Sleeping Bag Records. Entre os artistas que gravaram para a Fresh Records estão T La Rock, Just-Ice, Nice & Smooth e EPMD; o produtor de House Todd Terry e os artistas de electro Hanson & Davis.

## Fundador
A Fresh Records foi fundada por William Socolov em 1985. Socolov foi um dos três fundadores da Sleeping Bag Records.

## Relançamentos
Depois de fechar as portas em 1992, o catálogo permaneceu no limbo por muitos anos. Em 1996, o selo e seu catálogo foram comprados pela Warlock Records, que tem relançado seus títulos com os logos da Sleeping Bag e Fresh ao lado do logo da Warlock Records. O prédio em Manhattan (1974 Broadway, NY, NY 10023) onde o escritório da gravadora ficava foi demolido e um prédio de apartamentos de luxo foi construído em seu lugar. Em 2006 a gravadora se tornou um dos diversos braços do selo Traffic Entertainment Group e tem lançado novas versões de álbuns clássicos do catálogo da Sleeping Bag com a arte original intacta. Entretanto, os álbuns de EPMD Strictly Business e Unfinished Business, e o álbum de Nice & Smooth: Nice and Smooth foram adquiridos pela Priority Records/EMI logo após a Sleeping Bag cessar suas operações.